# Bộ Miên (宀)
Bộ Miên (宀) nghĩa là "nóc nhà" là một trong 31 bộ thủ được cấu tạo từ 3 nét trong số 214 Bộ thủ Khang Hi. Trong Khang Hi tự điển, có 246 ký tự (trong tổng số 49.030) được tìm thấy dưới bộ thủ này.

## Chữ thuộc bộ Miên (宀)

Giáp cốt văn
Kim văn
Đại triện
Tiểu triện

| Số nét | Chữ                                                         |
| ------ | ----------------------------------------------------------- |
| 3 nét  | 宀                                                          |
| 5 nét  | 宁 宂 它 宄                                                 |
| 6 nét  | 宅 宆 宇 守 安                                              |
| 7 nét  | 宊 宋 完 宍 宎 宏 宐 宑 宒                                  |
| 8 nét  | 宓 宔 宕 宖 宗 官 宙 定 宛 宜 宝 实 実 宠 审                |
| 9 nét  | 客 宣 室 宥 宦 宨 宩 宪 宫                                  |
| 10 nét | 宧 宬 宭 宮 宯 宰 宱 宲 害 宴 宵 家 宷 宸 容 宺 宻 宼 宽 宾 |
| 11 nét | 宿 寀 寁 寂 寃 寄 寅 密 寇 寈                               |
| 12 nét | 寊 寋 富 寍 寎 寏 寐 寑 寒 寓 寔 寕                         |
| 13 nét | 寖 寗 寘 寙 寚 寛 寜 寝                                     |
| 14 nét | 寞 察 寠 寡 寢 寣 寤 寥 實 寧 寨                            |
| 15 nét | 審 寪 寫 寬 寭 寮                                           |
| 16 nét | 寯 寰                                                       |
| 17 nét | 寱 寲                                                       |
| 19 nét | 寳 寴 寵                                                    |
| 20 nét | 寶                                                          |
| 21 nét | 寷                                                          |